# Liste de spécialités régionales françaises de confiserie et de chocolaterie
Cet article présente une liste des spécialités régionales françaises de confiserie et de chocolaterie classées par région et département.
Il existe en France plus de 600 variétés de confiseries régionales.

## Auvergne-Rhône-Alpes

### Auvergne
- Confiserie : les pâtes de fruits d'Auvergne (notamment la pâte de coing), fruits confits
- Chocolaterie :

#### Allier
- Confiserie : les pastilles de Vichy, les sucres d'orge de Vichy
- Chocolaterie : les palets d'or

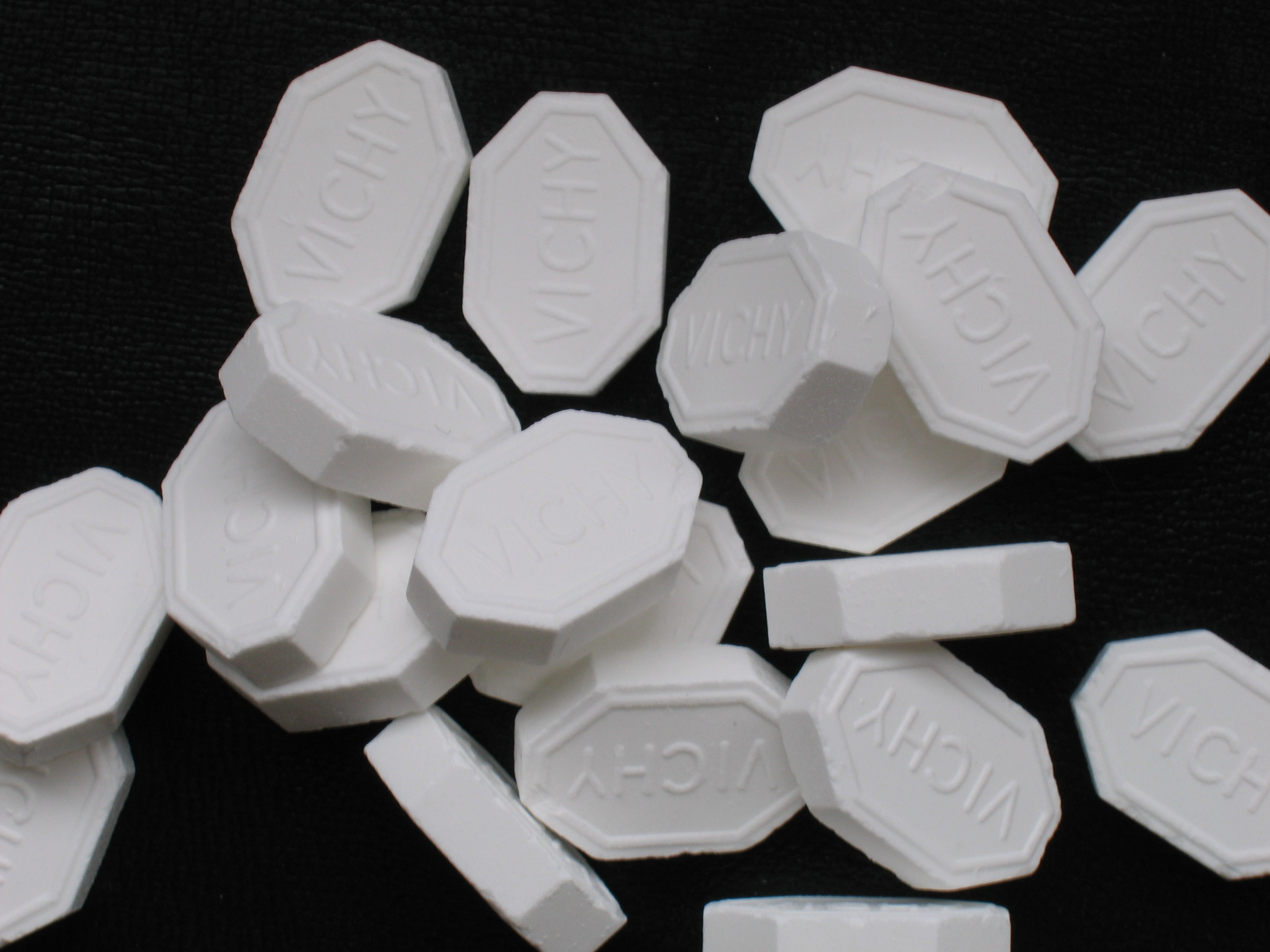
Pastilles de Vichy
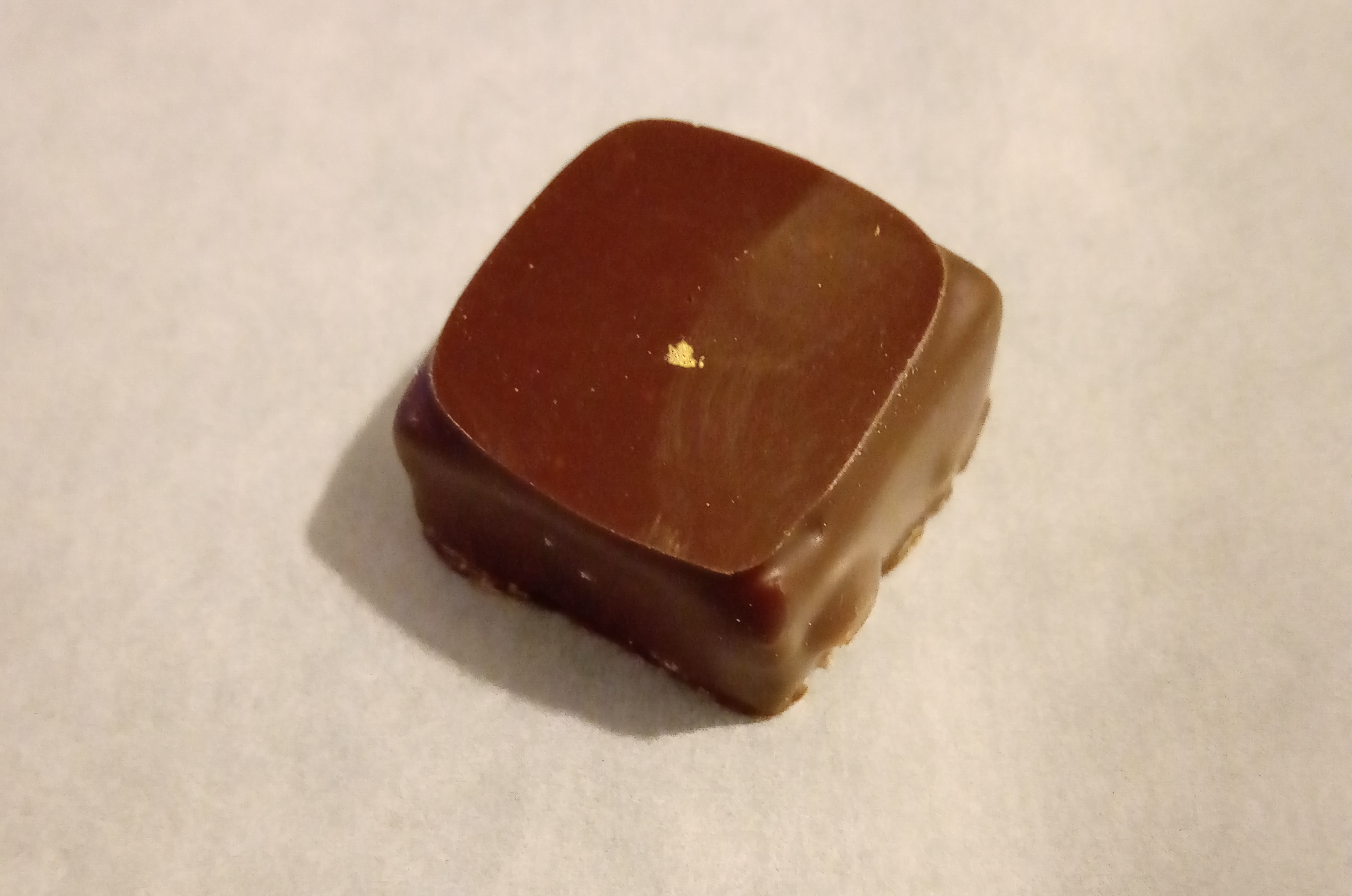
Palet d'or

#### Cantal
- Confiserie :
- Chocolaterie :

#### Haute-Loire
- Confiserie : bonbons à la verveine du Velay
- Chocolaterie :

#### Puy-de-Dôme
- Confiserie : les pralines d’Aigueperse[1] ; les pâtes d’Auvergne (des pâtes de fruits).
- Chocolaterie :

### Rhône-Alpes

#### Ain
- Confiserie : la musculine de l'Abbaye Notre-Dame-des-Dombes
- Chocolaterie :

#### Ardèche

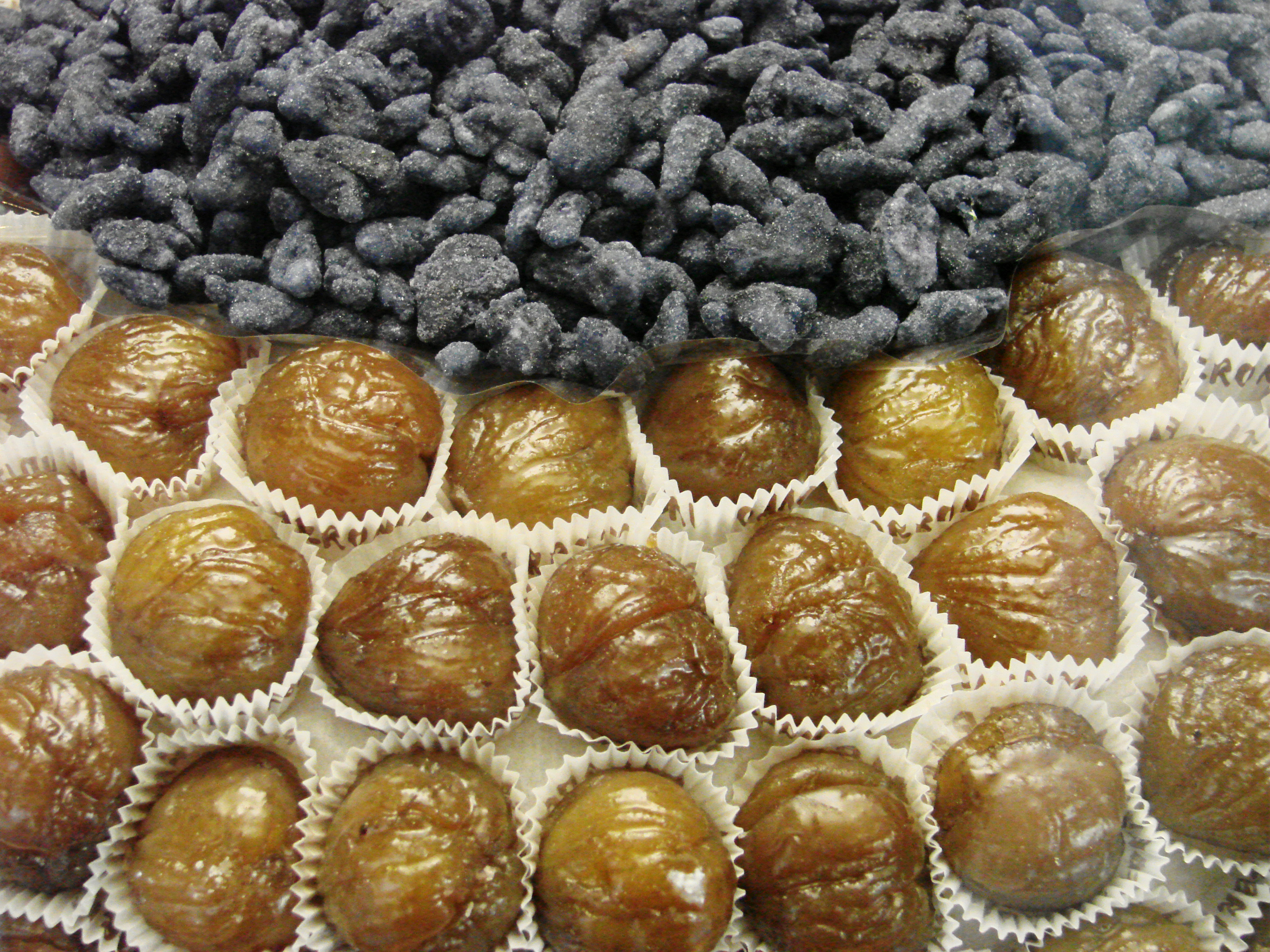
Marrons glacés

- Confiserie : les marrons glacés d'Ardèche et de Privas
- Chocolaterie : chocolats les llanas (Tournon sur Rhône)

#### Drôme
- Confiserie : le nougat de Montélimar, le suisse de Valence
- Chocolaterie :

#### Isère
- Confiserie :
- Chocolaterie : chocolat Damnation, créé en hommage à Hector Berlioz : petit chocolat carré portant l'effigie du compositeur, à base de noix et de feuilletine de La Côte-Saint-André

#### Loire
- Confiserie : les pralines roses
- Chocolaterie : le boudin pâtissier (Boën-sur-Lignon), les papillotes (Roanne), les fourmandises (Sail-sous-Couzan)

#### Rhône

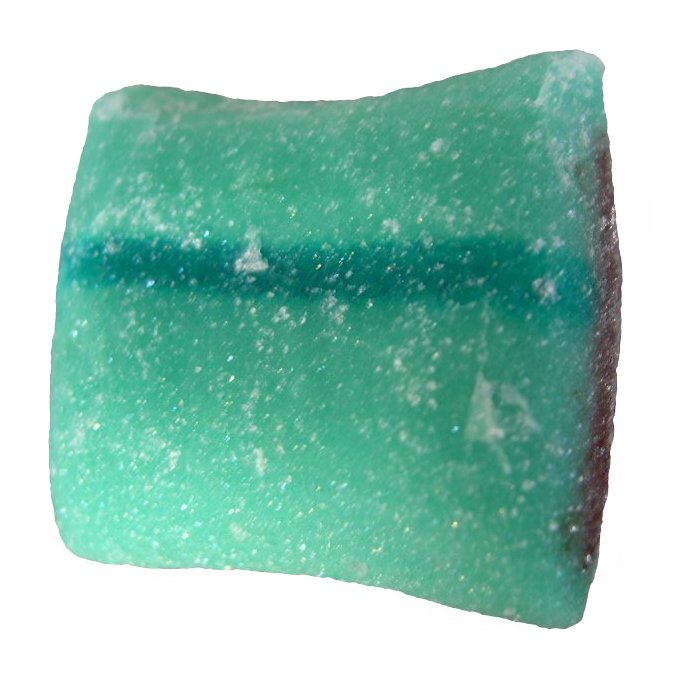
Coussin de Lyon

- Confiserie : les cocons de Lyon, les coussins de Lyon, les pralines roses, les quenelles
- Chocolaterie : le palet d'or, la papillote

#### Savoie
- Confiserie : croq' Courchevel
- Chocolaterie : les truffes au chocolat (Chambéry)
- Pâtisserie : Le régal savoyard et les gâteaux de Savoie

#### Haute-Savoie
- Chocolaterie : les cloches d'Annecy, les glaçons de Megève.

## Bourgogne-Franche-Comté

### Bourgogne
- Chocolaterie : les sarments du Beaujolais

#### Côte-d'Or
- Confiserie : l'anis de Flavigny (Flavigny-sur-Ozerain), les cassissines (Beaune), les Nonnettes de Dijon
- Chocolaterie :

#### Nièvre
- Confiserie : la nougatine de Nevers, les négus de Nevers
- Chocolaterie :

#### Saône-et-Loire
- Confiserie :
- Chocolaterie :

#### Yonne
- Confiserie :
- Chocolaterie :

### Franche-Comté

#### Doubs
- Confiserie : la dragée de Besançon, la griotte bisontine (Besançon), la pâte de coing (Baume-les-Messieurs), les choucots (noisettes enrobées de pâte d'amandes) de Baume-les-dames.
- Chocolaterie : le Doubs Frisson, la faïencine, la croquine comtoise (Chalezeule).

#### Haute-Saône
- Confiserie : Les griottines de Fougerolles
- Chocolaterie :

#### Jura
- Confiserie :
- Chocolaterie : l'amande royale (Lons-le-Saunier)

#### Territoire de Belfort
- Confiserie :
- Chocolaterie : les reflets du territoire, le belflore

## Bretagne

### Côtes-d'Armor
- Confiserie :
- Chocolaterie :
  - Le pavé briochin[réf. nécessaire]

### Finistère
- Confiserie :
- Chocolaterie :

### Ille-et-Vilaine
- Confiserie : les kalinettes rennaises, les guenots de Saint-Malo, les patates de Saint-Malo, les gwelladoux, caramels au beurre salé du pays de saint malo, les chiquettes (sucettes prix du meilleur bonbon de France)
- Chocolaterie :

### Morbihan
- Confiserie : les niniches de Quiberon
- Chocolaterie :

## Centre-Val de Loire

### Cher
- Confiserie : les forestines de Bourges
- Chocolaterie :

### Eure-et-Loir
- Confiserie :
- Chocolaterie : le vitrail de Chartres, le Mentchikoff (bonbon praliné (chocolat praliné entouré d'une fine couche de meringue blanche) créé à l'automne 1893 en l'honneur du prince Mentchikoff, Менщиков en russe).

### Indre-et-Loire
- Confiserie : le sucre d'orge de Tours, le nougat de Tours
- Chocolaterie : les galets de la Loire (amande enrobée de chocolat)

### Indre
- Confiserie : les croquettes argentonnaises
- Chocolaterie :

### Loir-et-Cher
- Confiserie : les malices du loup de Blois
- Chocolaterie :

### Loiret
- Confiserie : les pralines de Montargis, le cotignac d'Orléans
- Chocolaterie :

## Corse
- Confiserie : le nougat corse, le corail de Bonifacio
- Chocolaterie :

## France d'outre-mer

### Guadeloupe
- Confiserie : doucelette, sik à coco, sik à pistache, popotte à fruit à pain, surelles confites
- Chocolaterie :

### Guyane
- Confiserie : Krétik (confiserie à la noix de coco caramélisée), Confiture coco, Confiture de patates douces, Conserve (tablette coco), Couac coco (semoule fine sucrée), Crétique (coco confit au gingembre), Gelée d'oseille, Lotcho (bonbon à la pulpe de noix de coco), Nougat pistache (nougat noir), Ramiquin (bonbon en sucre tiré), Sucre d'orge, Wang (poudre de sésame sucrée ou salée), Zoa (semoule de céréale sucrée), Zorey milat (confiture de fruit au sirop).
- Chocolaterie :

### Martinique
- Confiserie : Chadèque confit (fait avec la peau du vrai pamplemousse appelé ici chadèque, plus amer que le pomélo qui est souvent improprement appelé pamplemousse), nougat pays ou nougat martiniquais (à base de pistaches (nom local des cacahuètes) ou de noix de cajou et de sucre caramélisé), bonbons au rhum.
- Chocolaterie : chocolat de communion (boisson chaude onctueuse à base de cacao et de lait, parfumée au zeste de citron vert, cannelle, muscade, vanille, amande amère, pistaches (nom local des cacahuètes), etc.), les productions de la maison Chocolat Elot (tablettes, chocolats fourrés, etc.).

### La Réunion
- Confiserie : les pâtes de fruits tropicaux, des pralines, nougatines et croquants sésame, bonbons coco, de la pâte de piment, fruits confits (papaye, pamplemousse...), confiture (ananas, mangue, tamarin, chouchou, pamplemousse, gingembre, patate, songe, goyave, coco, goyavier, banane, fruit de la passion, litchi)
- Chocolaterie :

### Nouvelle-Calédonie
- Confiserie : les pâtes de fruits tropicaux, les omaïs, les tamarins confits, miel, sirop de letchi, confiture (banane, papaye, mangue, kumquat, orange, pomme-liane)
- Chocolaterie :

## Grand Est

### Alsace
- Confiserie : Dragées Faller, Confiserie Adam, bonbons meringués aromatisés "Petit Jésus"
- Chocolaterie : chocolat "Le grès des Vosges" (bonbon praliné au chocolat au lait et chocolat blanc enrobé de sucre), œufs de cigogne , Mini-kougelhopfs pralinés, Bretzels chocolat, Lièvres de Pâques, Saint-Nicolas en chocolat

### Champagne-Ardenne

#### Ardennes
- Confiserie : Sucre rouge des Ardennes, ardoises des Ardennes
- Chocolaterie :

#### Aube
- Confiserie :
- Chocolaterie :

#### Marne
- Confiserie : la cathédrale de Reims, Biscuits roses de Reims, la Nonnette de Reims
- Chocolaterie :

#### Haute-Marne
- Confiserie :
- Chocolaterie : Le Bouchon au marc de Champagne : bonbon de chocolat en forme de bouchon de champagne au chocolat noir et fourré à la liqueur de Marc de Champagne, élaboré à Bettancourt-la-Ferrée

### Lorraine

#### Meurthe-et-Moselle

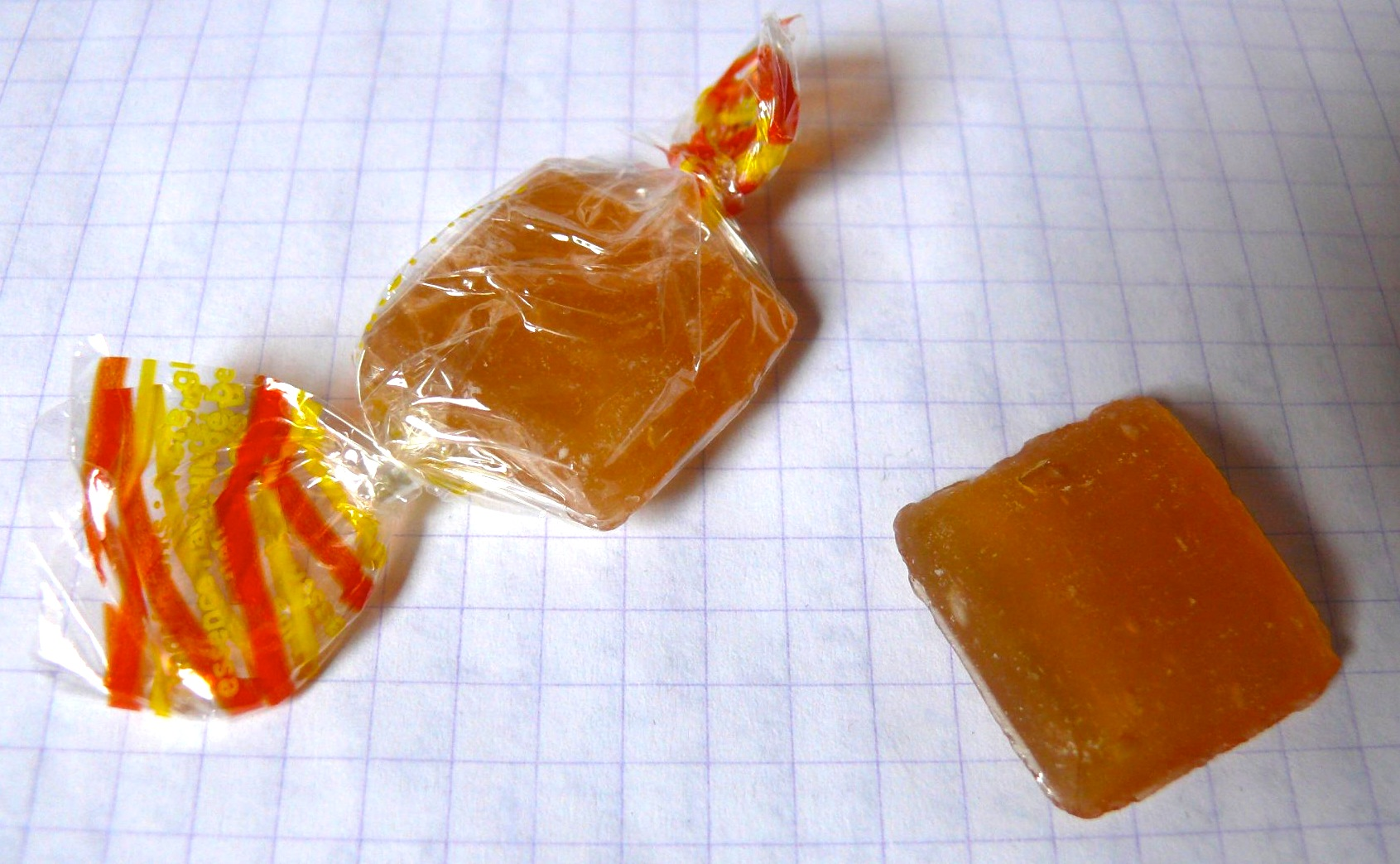
Bergamotes de Nancy

- Confiserie : les bergamotes de Nancy et les Macarons de Nancy
- Chocolaterie : les duchesses de Lorraine[2], les craquelines, les chardons de Lorraine et les mirabelles de Lorraine

#### Meuse
- Confiserie : les dragées de Verdun
- Chocolaterie :

#### Moselle
- Confiserie : la wagotine, les cailloux de Bouzonville (à base de chocolat, de pâte de fruit ou de pâte d'amande)
- Chocolaterie : le boulet de Metz.

#### Vosges
- Confiserie : bourgeons de sapin, la charbonnette des Vosges
- Chocolaterie : levrette, produite à Charmes.

## Hauts-de-France

### Nord-Pas-de-Calais

#### Nord

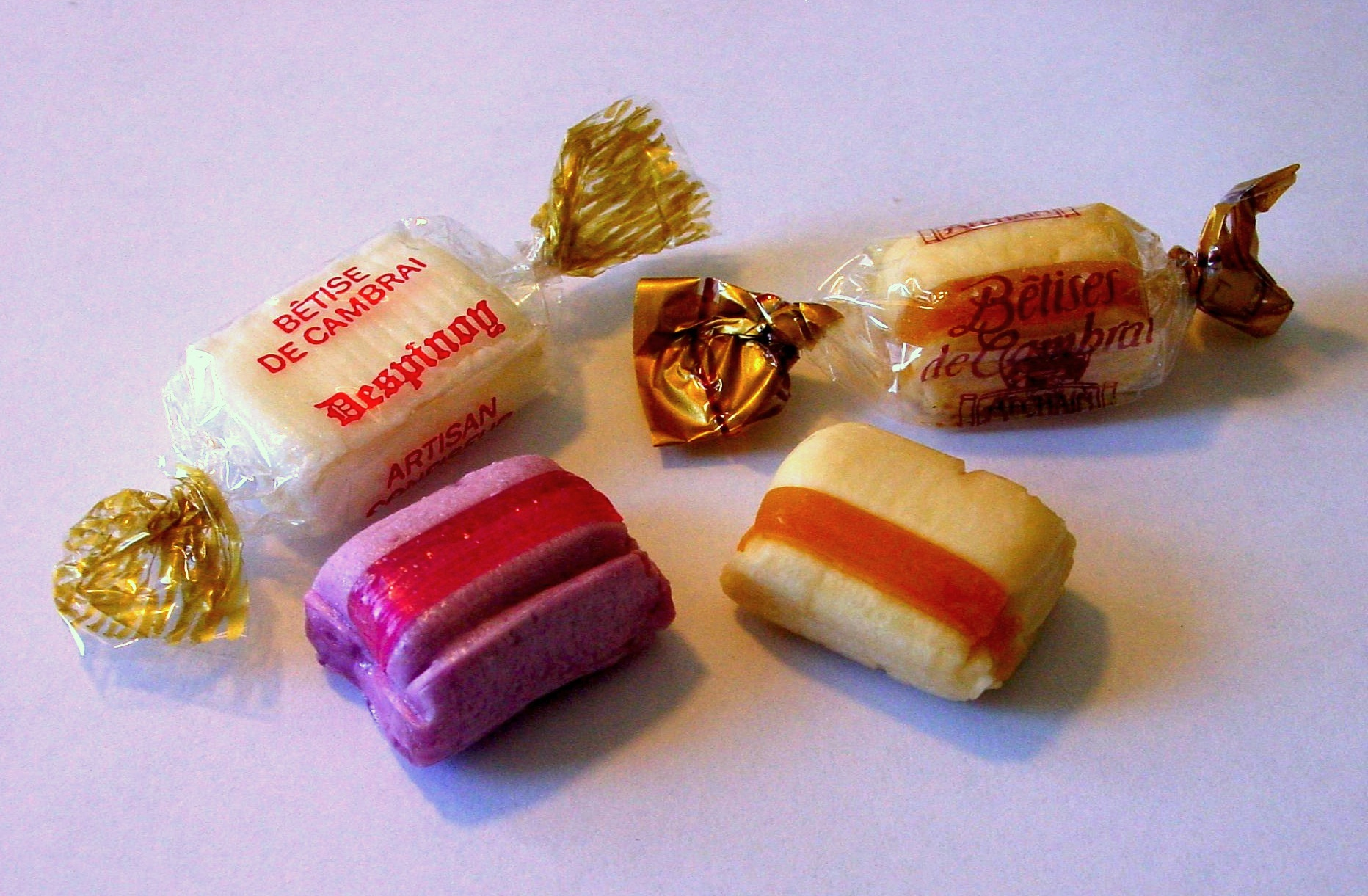
Assortiment de bêtises de Cambrai : l'originale est en bas à droite

- Confiserie : les bêtises de Cambrai, les babeluttes de Lille, les chiques de Bavay, les chuques du Nord le nougat des Flandres, les pastilles du mineur, les p'tit quinquin, les Sottises de Valenciennes, le Carpeaux de Valenciennes

#### Pas-de-Calais
- Confiserie : les pavés de Montreuil, les succès berckois
- Chocolaterie :

### Picardie

#### Aisne
- Confiserie :
  - le Haricot de Soissons (bonbon)
  - le pavé de Laon
- Chocolaterie :

#### Oise
- Confiserie :
- Chocolaterie : les picantins de Compiègne (à base de chocolat et de nougatine)

#### Somme
- Confiserie :
  - le macarons d'Amiens
  - la pâte de fruit au coquelicot d'Albert
  - le pavé de Corbie
- Chocolaterie : les tuiles d'Amiens au chocolat

## Île-de-France

### Essonne
- Confiserie : la buchette d'Étampes
- Chocolaterie :

### Hauts-de-Seine
- Confiserie :
- Chocolaterie :

### Paris
- Confiserie : Petits cochons de pain d'épices (XIe siècle)
- Chocolaterie :

### Seine-et-Marne
- Confiserie : les grès de Moret-sur-Loing, le sucre d'orge des religieuses de Moret-sur-Loing, les bonbons et sirops à la Rose de Provins, la confiture de pétales de rose de Provins, les pavés de chocolat de Meaux, le coquelicot de Nemours, les roseaux du Grand Morin à Coulommiers
- Chocolaterie :

### Seine-Saint-Denis
- Confiserie :
- Chocolaterie :

### Val-de-Marne
- Confiserie :
- Chocolaterie :

### Val-d'Oise
- Confiserie :
- Chocolaterie :

### Yvelines
- Confiserie : le Nougat des Yvelines (source: "carte de France gastronomique, 1929" publiée par la Bibliothèque nationale de France)
- Chocolaterie :

## Normandie
- Étriers normands

### Calvados
- Confiserie : les chiques à la menthe de Bayeux, les berlingots de Falaise, les caramels d'Isigny
- Chocolaterie :

### Eure
- Confiserie :
- Chocolaterie :

### Orne
- Confiserie : les bouchons d’Alençon, les pierres de Notre-Dame d'Alençon, les sieurs d'Alençon, les points d'Alençon
- Chocolaterie :

### Manche

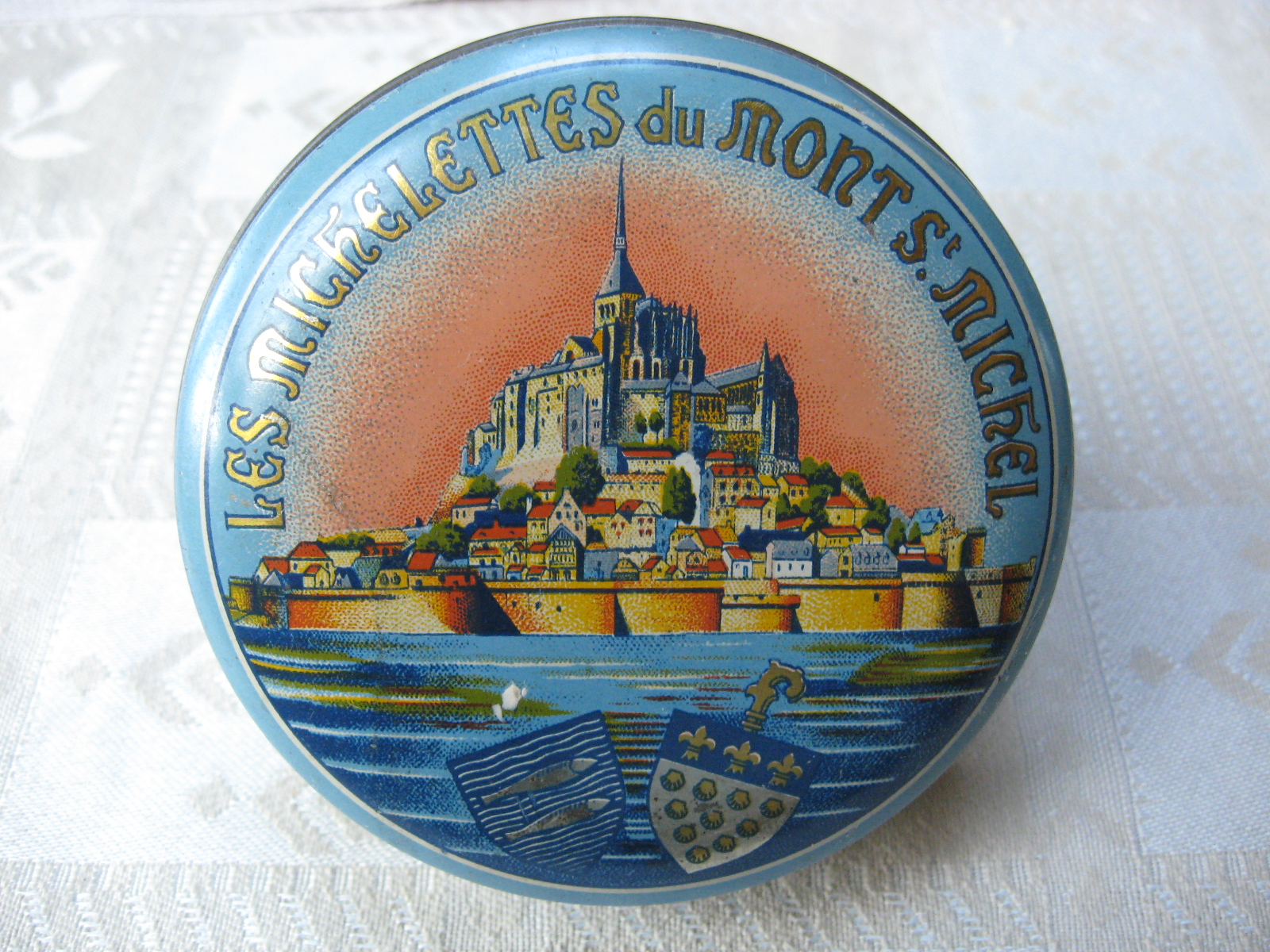
michelettes du Mont Saint-Michel

- Confiserie : les michelettes du Mont Saint-Michel, les caramels d'Isigny
- Chocolaterie : les pierres bleues du Cotentin (palet croustillant enrobé de chocolat teint en bleu)

### Seine-Maritime
- Confiserie : les Galets du Havre, le sucre de pomme de Rouen
- Chocolaterie :

## Nouvelle-Aquitaine

### Aquitaine

#### Dordogne
- Confiserie :
- Chocolaterie :

#### Gironde

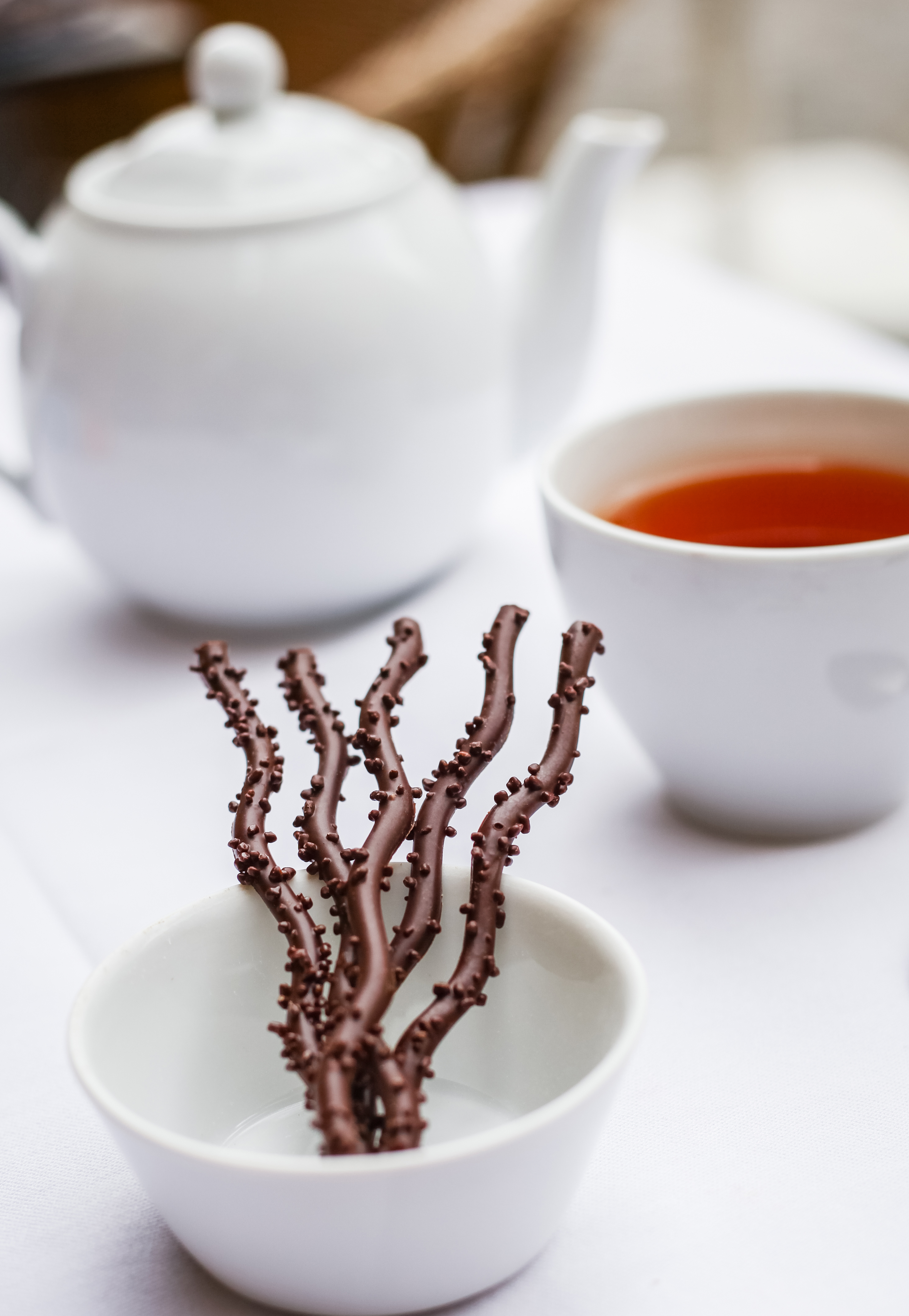
Sarments du Médoc

- Confiserie : le bouchon de Bordeaux, le gallien de Bordeaux, les noisettines du Médoc
- Chocolaterie : la cacahuète d'Aquitaine, les fanchonettes bordelaises, la feuille de vigne, les guinettes bordelaises, les juppettes, le mascaron de Bordeaux, la niniche bordelaise, le pavé de Bordeaux, les perles de Bordeaux, la pignotte du bassin, les sarments du Médoc, la truffe de Bordeaux.

#### Landes
- Confiserie :
- Chocolaterie :

#### Lot-et-Garonne
- Confiserie :
- Chocolaterie :

#### Pyrénées-Atlantiques

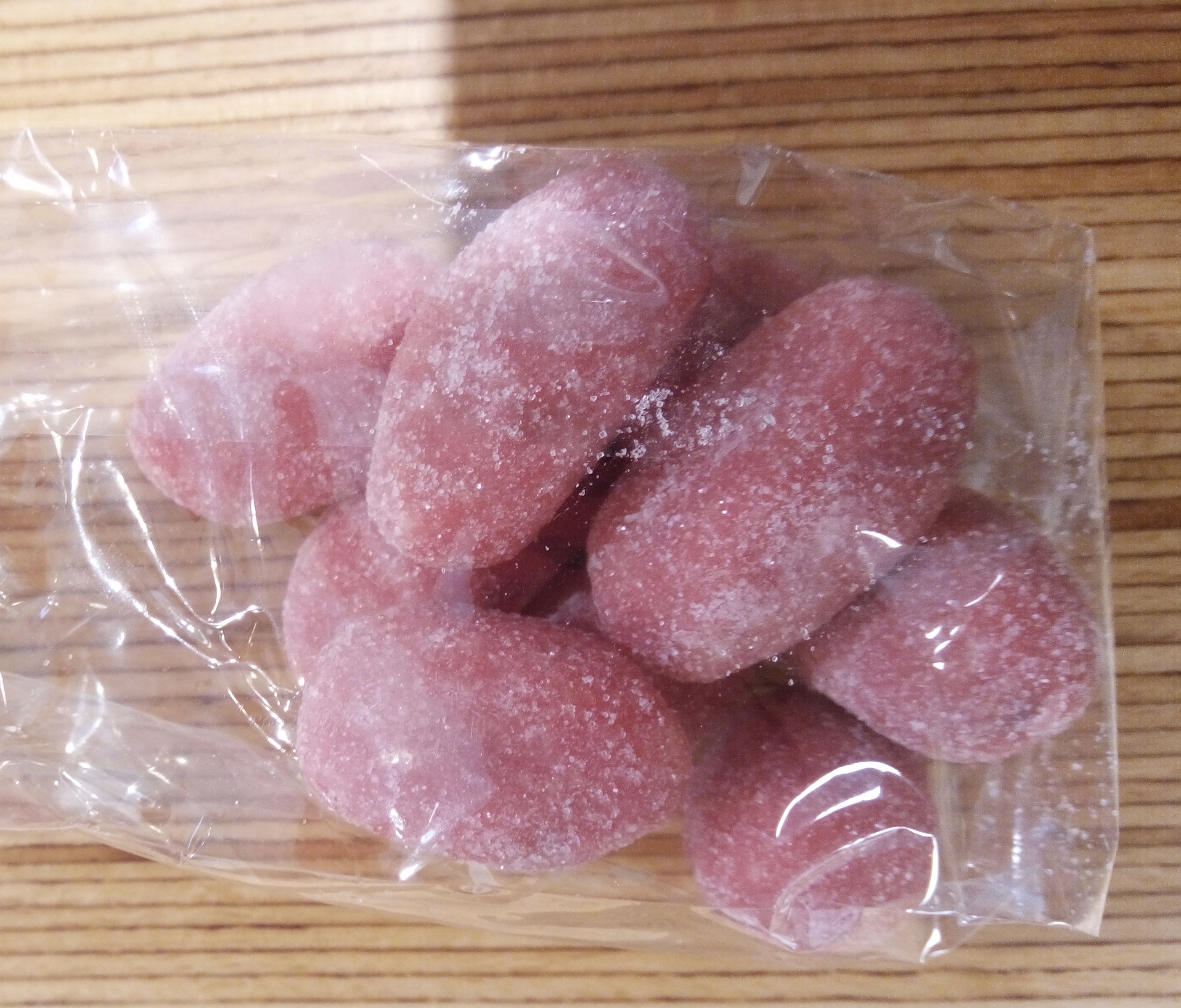
Des coucougnettes.

- Confiserie : les tourons du Pays basque, les coucougnettes du Vert Galant de Pau (amande grillée chocolatée dans pâte d'amande aromatisée à la framboise et à l'armagnac), le macaron de Saint-Jean-de-Luz.
- Chocolaterie : les rochers de Biarritz

### Limousin

#### Corrèze
- Confiserie :
- Chocolaterie :

#### Creuse
- Confiserie :
- Chocolaterie :

#### Haute-Vienne
- Confiserie :
- Chocolaterie :

### Poitou-Charentes

#### Charente
- Confiserie : la duchesse d'Angoulême (nougatine fourrée d'un praliné aux amandes), la marguerite d'Angoulême (chocolat noir amer et écorce d'orange)
- Chocolaterie : les kroumirs (pâte d'amande pralinée) et les éphémères (ganache et fondant) de Confolens.

#### Charente-Maritime
- Confiserie : le bois cassé de Mornac-sur-Seudre
- Chocolaterie : l’ânon de Ré (Saint-Martin-de-Ré), la cabosse de Tanzanie (Royan), l’orchidée de Royan, les pavés de La Rochelle, le rocher de Cordouan (Royan), les œufs de mouette (Saint-Georges-de-Didonne)

#### Deux-Sèvres
- Confiserie : l'angélique de Niort
- Chocolaterie :

#### Vienne
- Confiserie : picorettes du Poitou
- Chocolaterie :

## Occitanie

### Languedoc-Roussillon
- Confiserie : les Tourons
- Chocolaterie :

#### Aude
- Confiserie : les friandises de Dame Carcas, la brique de la cité spécialité de Carcassonne fabriquée par Claude Lang
- Chocolaterie :

#### Gard
- Confiserie : le réglisse d'Uzès
- Chocolaterie : la pierre de Beaucaire

#### Hérault

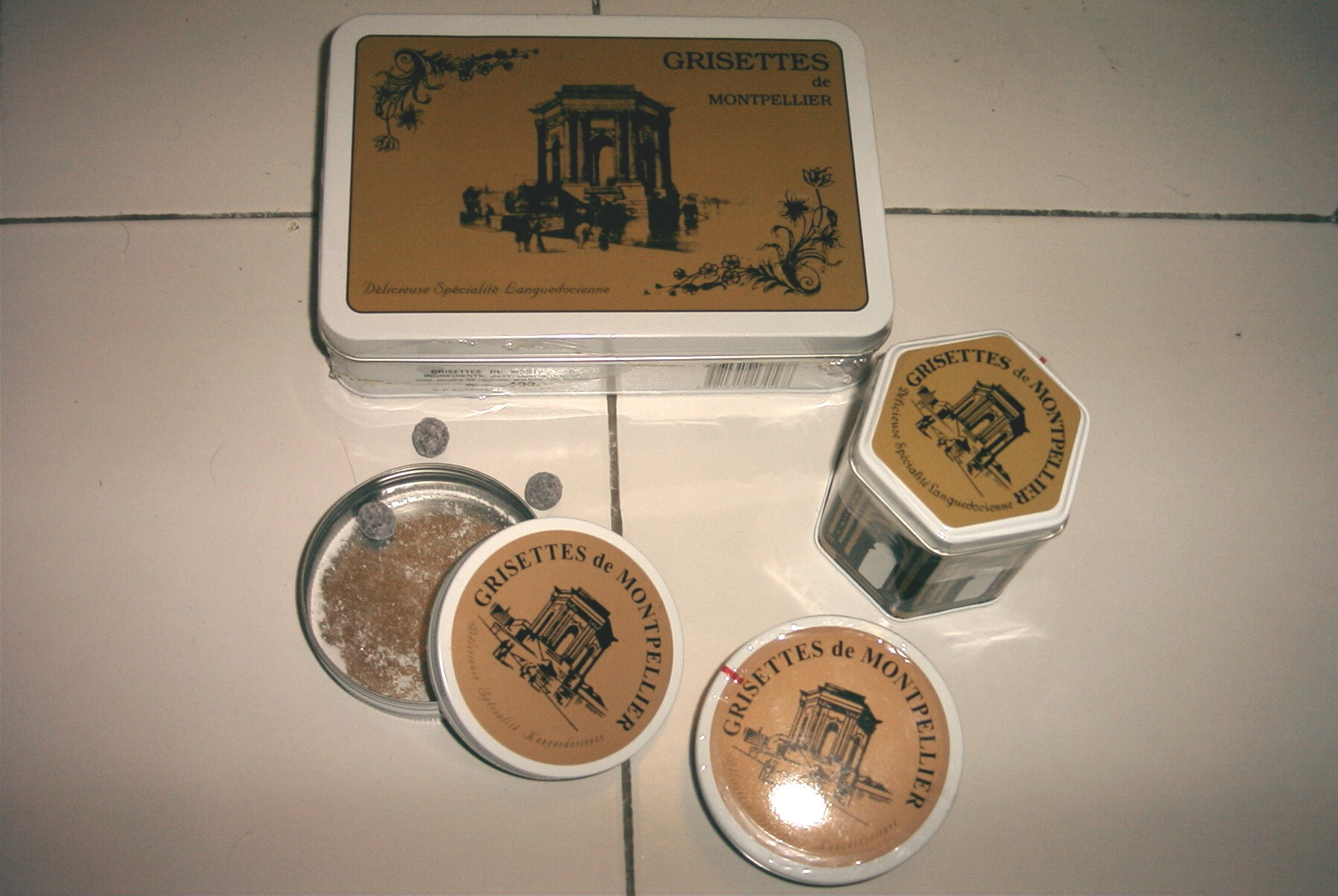
Grisettes de Montpellier

- Confiserie : les grisettes de Montpellier, les berlingots de Pézenas, les poutous de Béziers, les zézettes de Sète
- Chocolaterie : le diamant noir

#### Lozère
- Confiserie : croquants de Mende
- Chocolaterie :

#### Pyrénées-Orientales
- Confiserie : touron noir (dur) ou blanc (mou), les bonbons aux cerises de Céret, les rousquilles d'Arles-sur-Tech ou d'Amélie-les-Bains
- Chocolaterie :

### Midi-Pyrénées

#### Ariège
- Confiserie : le flocon d'Ariège
- Chocolaterie :

#### Aveyron
- Confiserie :
- Chocolaterie : le chocolat de Bonneval (du nom de l'abbaye Notre-Dame de Bonneval)

#### Gers
- Confiserie :
- Chocolaterie :

#### Haute-Garonne

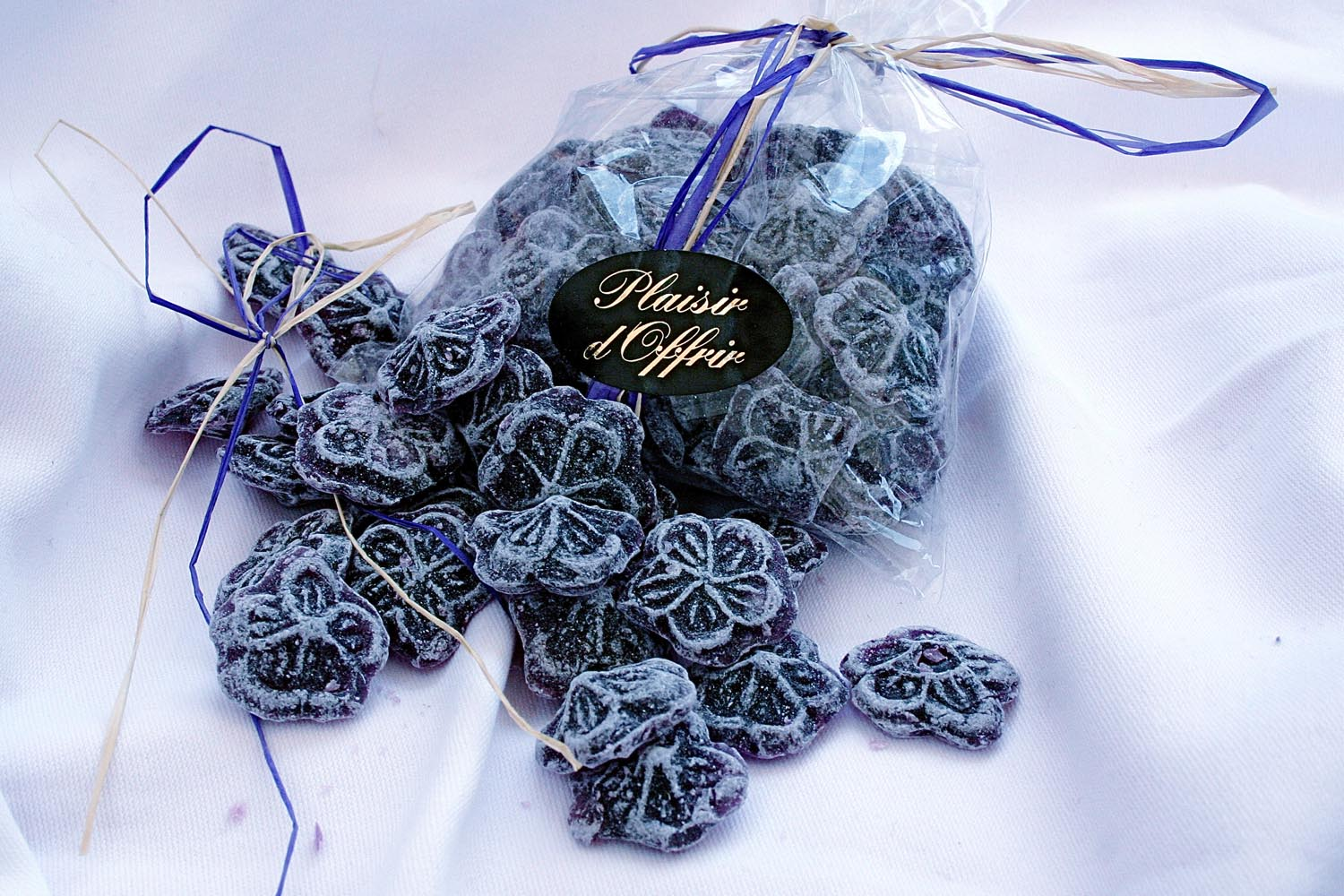
Violettes de Toulouse

- Confiserie : les violettes de Toulouse, la brique du Capitole, le cachou Lajaunie
- Chocolaterie :

#### Hautes-Pyrénées
- Confiserie : les berlingots de Cauterets
- Chocolaterie : la châtaigne de Bigorre et les flocons de Bigorre

#### Lot
- Confiserie : cerneaux de noix enrobés de chocolat ou de sucre praliné
- Chocolaterie :

#### Tarn
- Confiserie :
- Chocolaterie :

#### Tarn-et-Garonne
- Confiserie :
- Chocolaterie : les boulets de Montauban

## Pays de la Loire

### Loire-Atlantique

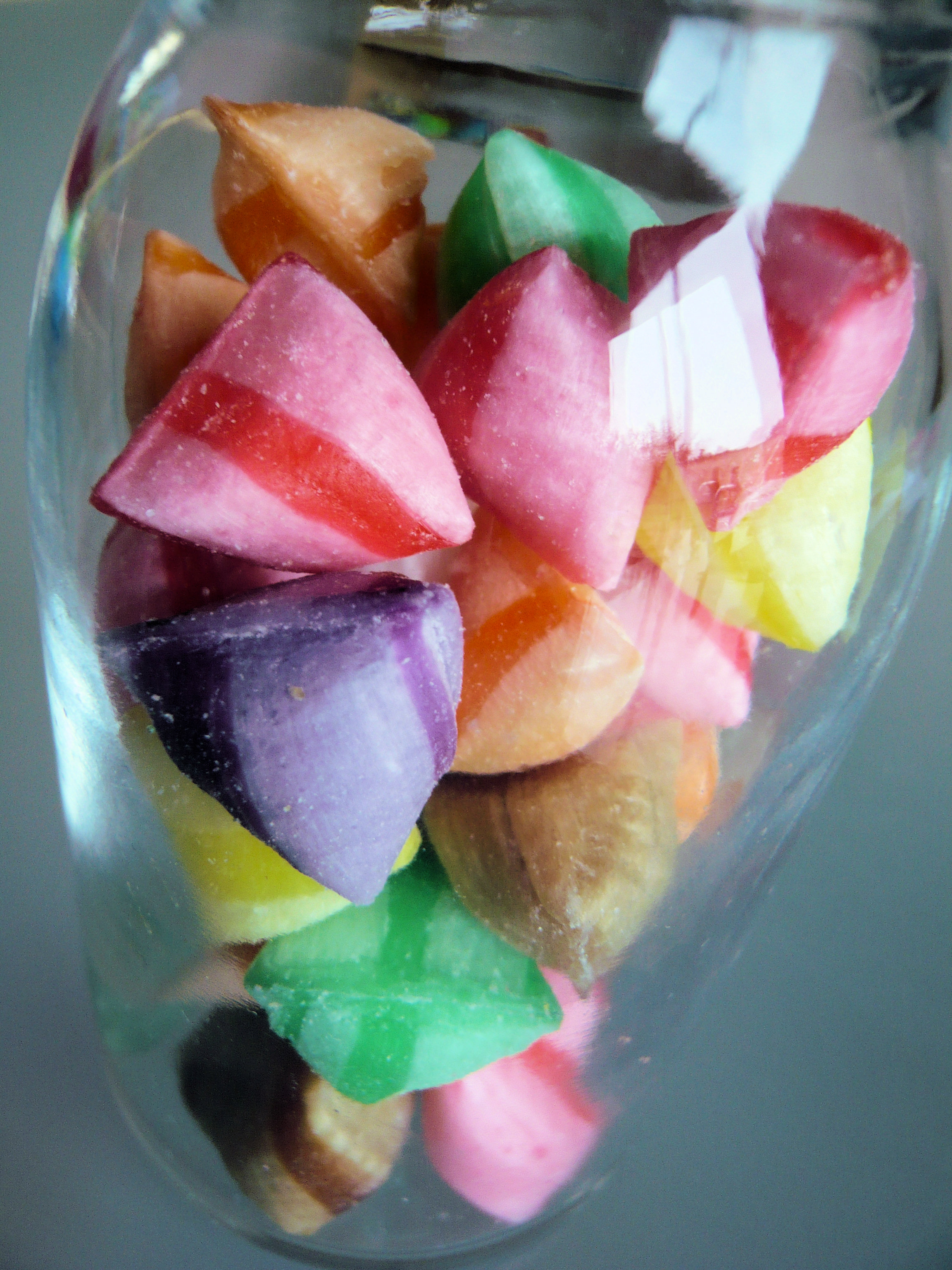
Berlingots nantais

- Confiserie : le berlingot nantais, la françoise de Foix (confiserie) de Châteaubriant, les caramels au beurre salé, les rigolettes nantaises
- Chocolaterie : les mascarons nantais (chocolat praliné feuilleté enrobé de chocolat noir)

### Maine-et-Loire
- Confiserie : les quernons d'ardoise d'Angers ou chocolats bleus
- Chocolaterie : les crotins de cheval de Saumur, les pavés d'Échemiré

### Mayenne
- Confiserie :
- Chocolaterie : les carats (au chocolat au lait à la crème), les mayottes (chocolat noir au praliné)

### Sarthe
- Confiserie :
- Chocolaterie :

### Vendée
- Confiserie :
- Chocolaterie : les mogettes (nougatine avec diverses sortes de chocolat)

## Provence-Alpes-Côte d'Azur

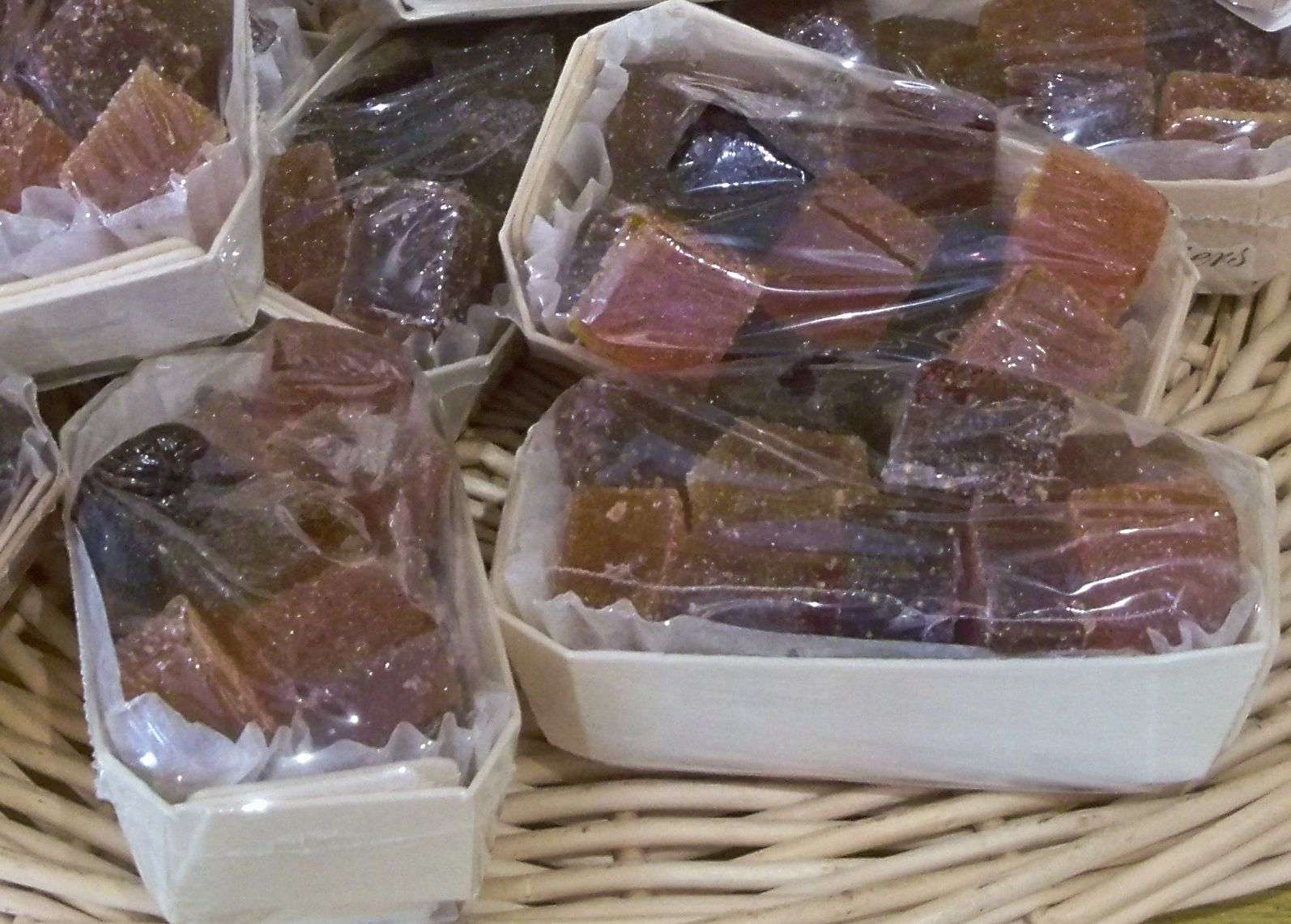
Pâtes de fruits de Provence

- Confiserie : les pâtes de fruits de Provence
- Chocolaterie :

### Alpes-de-Haute-Provence
- Confiserie : Pâte d'amandes de Valensole
- Chocolaterie :

### Alpes-Maritimes
- Confiserie : fruits confits, violettes confites de Tourettes-sur-Loup
- Chocolaterie : orangettes (oranges amères confites enrobées de chocolat noir)

### Bouches-du-Rhône

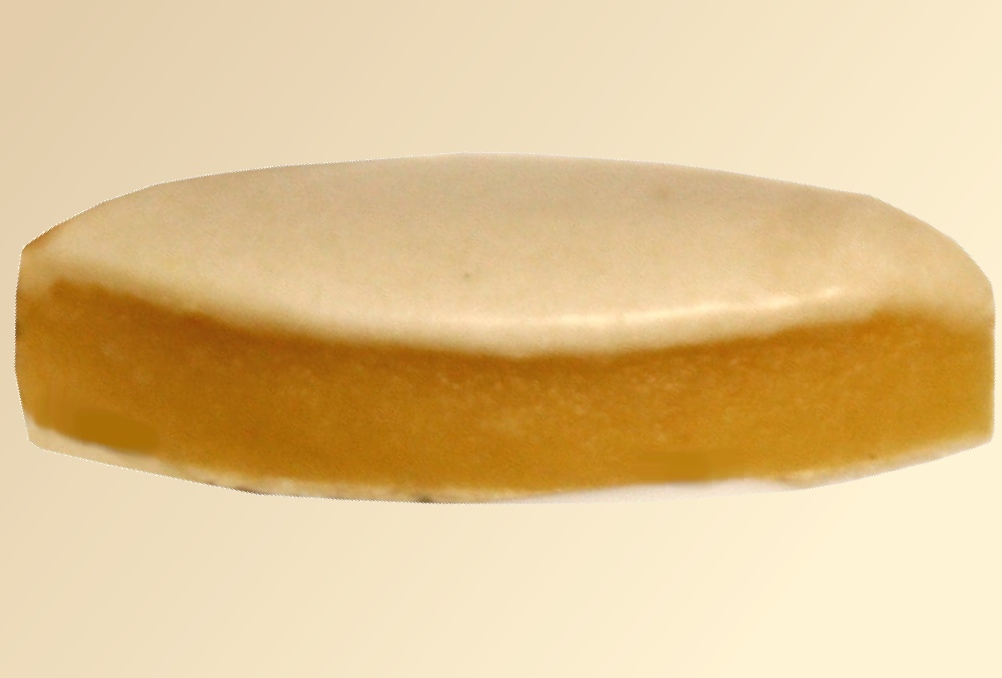
Calisson d'Aix-en-Provence

- Confiserie : les calissons d'Aix-en-Provence, les navettes, la crème de calisson d'Aix, les cabossons (calisson au chocolat), l'espérantine de Marseille (chocolat à l'huile d'olive), les marseillotes, les guimauves de Puyricard.
- Chocolaterie : les palets des Papes

### Hautes-Alpes
- Confiserie : les glaçons de Megeve
- Chocolaterie :

### Var
- Confiserie :
- Chocolaterie : les cailloux du Faron de Toulon

### Vaucluse
- Confiserie : les fruits confits d'Apt, les berlingots de Carpentras, le nougat de Sault
- Chocolaterie : les papalines d'Avignon,

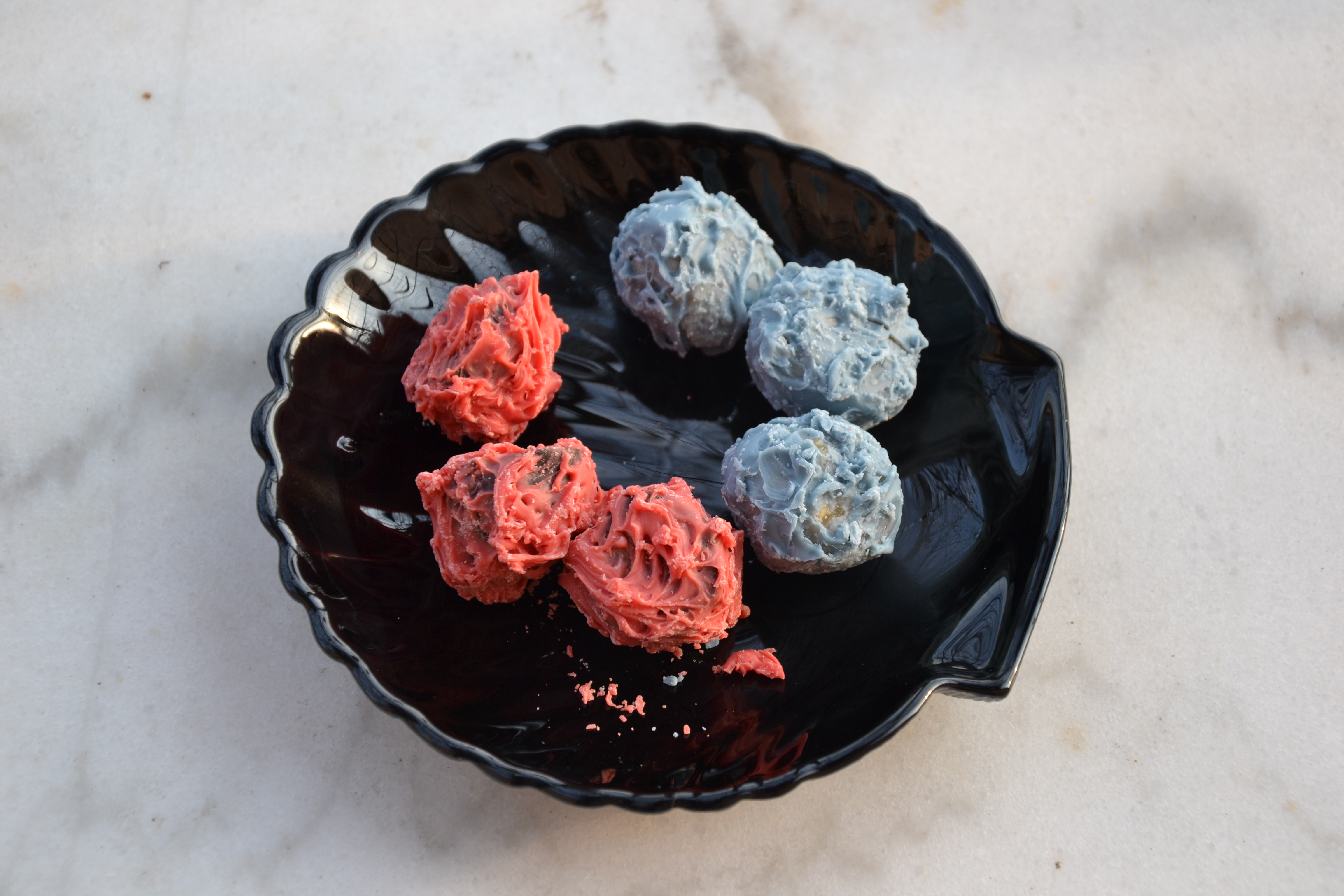
Papalines d'Avignon et chardons du Ventoux
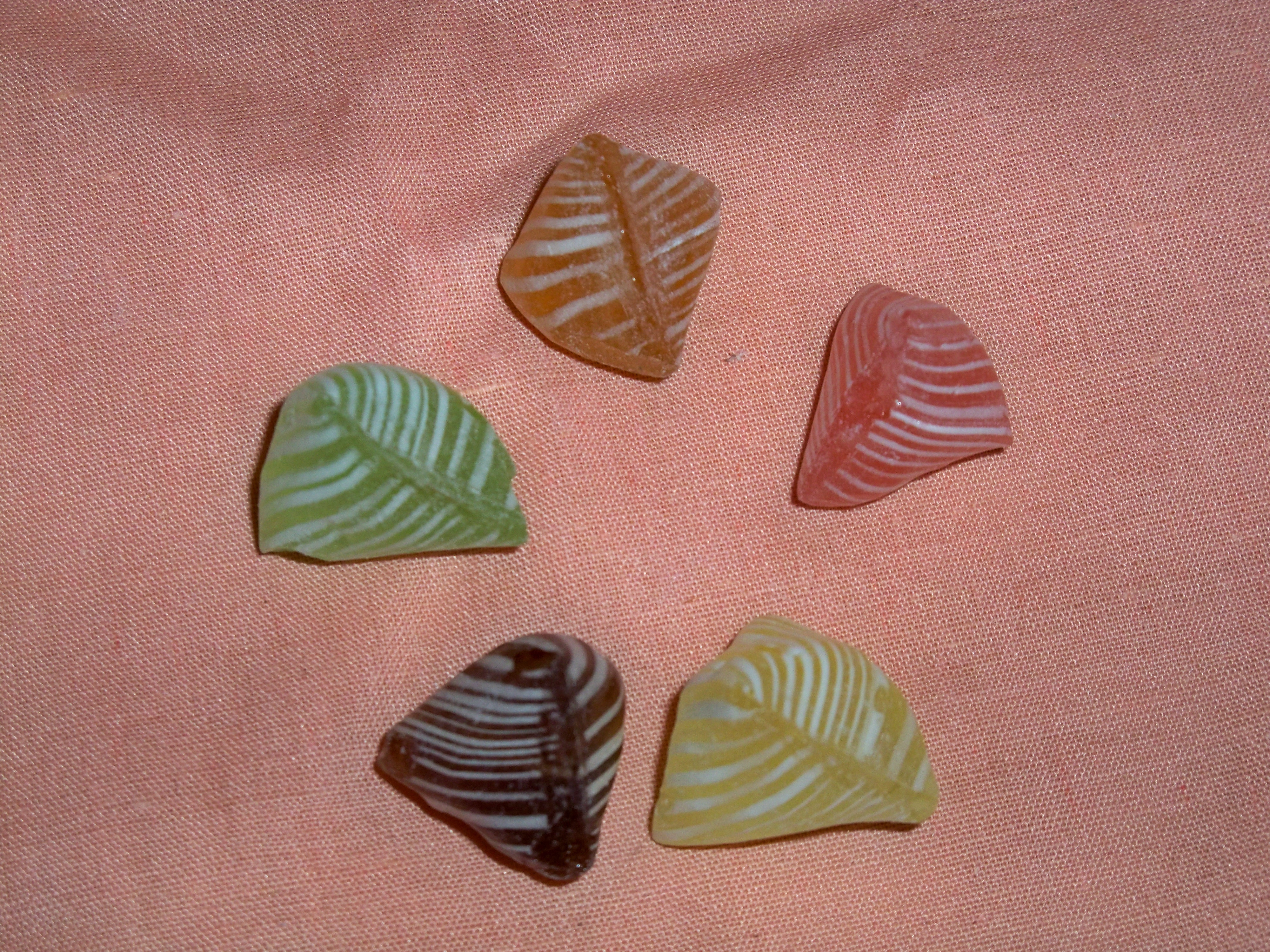
Berlingots de Carpentras